# Copris kusakabei
Copris kusakabei là một loài bọ cánh cứng trong họ Bọ hung (Scarabaeidae).